# Hon har blommor i sitt hår
"Hon har blommor i sitt hår" är en svensk popsång från 1990. Sången är komponerad av Anders Glenmark med text av Leif Käck. Den spelades in av Glenmark till hans studioalbum Jag finns här för dig (1990) och utgavs även som singel samma år.

## Om sången
"Hon har blommor i sitt hår" spelades in i Polar Studios med Glenmark som producent och Lennart Östlund som tekniker. Den mastrades i Polar Mastering av Peter Dahl.
Sången bidrog till Glenmarks definitiva genombrott som soloartist. Låten tog sig in på Svenska singellistan, där den stannade två veckor mellan 21 februari och 14 mars 1990. Den nådde som bäst en sjätte plats. Den tog sig även in på Svensktoppen där den tillbringade 22 veckor mellan den 4 februari och 9 september 1990. Den toppade listan under tolv av dessa veckor. Den låg också sex veckor på Trackslistan mellan den 3 februari och 17 mars 1990, som bäst på plats tre.
"Hon har blommor i sitt hår" har spelats in av flera andra artister. År 1996 spelades den in av Trombo Combo på albumet Swedish Classics Non Stop. År 2001 tolkades den av Östen med Resten på albumet Originallåtar. År 2012 spelade dansbandet Highlights in låten till sitt album Limited Edition Vol. 1.
Sången är en av titlarna i boken Tusen svenska klassiker (2009).

## Låtlista
Alla låtar är komponerade av Anders Glenmark med text av Leif Käck.

### 7"
A
1. "Hon har blommor i sitt hår" – 3:05

B
1. "Hon har blommor i sitt hår – andra sidan" – 3:33

### 12"
1. "Hon har blommor i sitt hår" (7")
2. "Prinsessor bor någon annanstans"
3. "Hon har blommor i sitt hår" (12")